# Дюбуа, Поль Шарль
Поль Шарль Дюбуа (28 ноября 1848 — 4 ноября 1918) — швейцарский невропатолог, психолог, психотерапевт, один из основоположников современной психотерапии. Может считаться первым психотерапевтом в современной традиции, поскольку верил в действенность «менторского убеждения» при работе с психически больными — простой беседы с пациентами, позволяющей успокоить их (рациональная психотерапия Дюбуа). Является одним из «забытых пионеров» психологии, не практиковавших ни психоанализ, ни гипноз и в начале двадцатого века соперничавших по популярности с Зигмундом Фрейдом.

## Биография
Родился в Ла-Шо-де-Фон, Швейцария в семье часовщика Улисса-Шарля Дюбуа. Дед его также был часовщиком. В возрасте шести лет Поль Шарль потерял отца и был передан на воспитание двум тёткам. Обучался в школе в Женеве, после которой изучал медицину в Бернском университете, окончив его в 1876 году и начав частную практику в Берне. Профессор невропатологии Бернского университета с 1902 года. Вся его научная деятельность была подвержена большому влиянию работ немецкого психиатра Иоганна Хайнрота. Во время Первой Мировой Войны Поль Шарль Дюбуа был активным сторонником швейцарского нейтралитета.

## Научная деятельность
Считая ведущим механизмом развития неврозов психическое влияние, предложил в связи с этим использовать вместо понятия «невроз» термин «психоневроз». Рассматривая больных неврозами как лиц со сниженными возможностями самостоятельно мыслить логически, он в 1912 году разработал метод рациональной психотерапии, который «… имеет своей целью действовать на мир представлений пациента… путём убедительной диалектики», позволяя устранить ошибки в суждениях больного о характере и природе его заболевания и этим самым привести к выздоровлению. Такой метод представлял собой форму Сократического диалога. Именно использование логической аргументации отличает метод Дюбуа от других методов психотерапии. Сам Дюбуа активно выступал против применения гипноза как средства психотерапии. Работы Дюбуа способствовали интенсивному развитию психотерапии, а его метод рациональной психотерапии в различных вариантах используется в современной психиатрии наряду с суггестивной психотерапией, самовнушением, аутогенной тренировкой, наркопсихотерапией и другими методами.

### Основные научные труды
- 1876 «О давлении в мочевом пузыре» (диссертация).
- 1901 «Влияние ума на тело».
- 1904 «Психоневрозы и их психическое лечение».

## Публикации на русском языке
- О психотерапии. М., 1911.
- Самовоспитание. СПб., 1911.
- Психоневрозы и их психическое лечение. СПб., 1912.
- Воображение как причина болезни. М., 1912.
- О психотерапии. 2-е изд. М., 1913.